# Aechmea decurva
Aechmea decurva là một loài thực vật có hoa trong họ Bromeliaceae. Loài này được Proctor mô tả khoa học đầu tiên năm 1982.